# Gaetano De Rosa (militare)
Gaetano De Rosa (La Maddalena, 28 novembre 1914 – Muriet Zurià Muhui, 6 dicembre 1938) è stato un militare italiano, decorato di medaglia d'oro al valor militare alla memoria nel corso delle operazioni militari in Africa Orientale Italiana.

## Biografia
Nacque a La Maddalena, provincia di Sassari, il 28 novembre 1914, figlio di Francesco e Elena Sulmonte. Iscrittosi alla facoltà di scienze politiche presso l'università di Venezia, lasciò gli studi per arruolarsi nel Regio Esercito come allievo presso il corso ufficiali di complemento che si teneva al 94º Reggimento fanteria. Nominato aspirante nell'aprile 1936 fu assegnato al 74º Reggimento fanteria, venendo posto in congedo nel gennaio 1937. Dopo tre mesi fu richiamato, a domanda, in servizio attivo destinato al Regio corpo truppe coloniali d'Eritrea, sbarcando a Massaua il 1 aprile, assegnato in forza al V Battaglione coloniale "Ameglio" della II Brigata indigeni di stanza a Debre Berhan, nello Scioa. Per i successivi due anni partecipò alle operazioni di contrasto alla guerriglia abissina, operando nello Scioa e nel Goggiam. Decorato di una medaglia d'argento e due di bronzo al valor militare, cadde in combattimento il 6 dicembre 1938. Per onorarne il coraggio fu decorato con la medaglia d'oro al valor militare alla memoria.

### Fonti
1. 1 2 3 4 5 6  Combattenti Liberazione.
2. 1 2  La Maddalena.
3. ↑  Registrato alla Corte dei conti addì 21 febbraio 1941, registro 2 Africa Italiana, foglio 233.
4. ↑   DE ROSA Gaetano, Medaglia d'oro al valor militare, su Presidenza della Repubblica.